# Veaceslav Untilă
Veaceslav Untilă (n. 15 iunie 1956, Codreanca, raionul Strășeni) este un politician român din Republica Moldova, deputat în Parlamentul Republicii Moldova, vicepreședintele Partidului Liberal din 13 martie 2011 până în prezent.

## Copilărie și studii
Veaceslav Untilă s-a născut la 15 iunie 1956 în satul Codreanca, raionul Strășeni, RSS Moldovenească, URSS, într-o familie de învățători.
A absolvit Facultatea de Mecanică a Universității Tehnice din Chișinău în 1978 și Facultatea de Drept a Universității de Stat din Moldova în 1997. A urmat doctorantura la Academia de Științe a Moldovei în 1994-1998. Și-a perfecționat studiile la European Center George Marschall în 1999.

## Carieră
A activat în cadrul Ministerului Afacerilor Interne (MAI) al Republicii Moldova în perioada 1978-1995. În 1989-1993 a fost membru al Consiliului Municipal Chișinău. Între 1992 și 1995 a fost șeful Inspectoratului auto din cadrul MAI. Între anii 1995 și 1998 a fost funcționar internațional la OISR (Geneva). Din 1998 până în 2000 a deținut funcția de viceministru al MAI. În 1999 a devenit Președinte al Asociației obștești „Strategia Civică”. În perioada 2000-2002 a fost Secretar Național al Comisiei Interguvernamentale TRACECA. Concomitent cu munca diplomatică a desfășurat o activitate științifică de cercetare. Este Doctor în Drept, autor a zeci de publicații în domeniul combaterii crimei organizate. În 1999 a devenit conferențiar universitar și profesor al Academiei Internaționale de Cadre UNESCO (Ucraina, Kiev). Este Doctor Honoris Causa al Universității de Criminologie din Moldova (2000).
În perioada 2016 - 2019 a deținut funcția de Președinte al Curții de Conturi a Republicii Moldova. Începând cu 7 februarie 2019 deține funcția de Director General al Consiliului de Administrație al Agenției Naționale pentru Reglementare în Energetică a Republicii Moldova. 

### Activitate politică

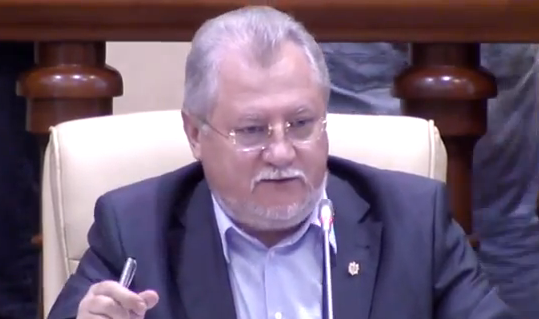

În 2001 se implică în viața politică, acumulând o experiență necesară în campania alegerilor parlamentare anticipate. În același an este ales Președinte al Partidului Ordinii și Dreptății Sociale din Moldova. În urma fuzionării PNL și PODSM, devine la 22 septembrie 2001 Președintele Consiliului Național al Uniunii Social-Liberale Forța Moldovei. Pledează în continuare pentru unirea tuturor forțelor de centru-dreapta într-o singură formațiune politică, deziderat realizat parțial odată cu fuzionarea PRCM, USL Forța Moldovei și PNȚCD și crearea la 24 martie 2002 a Partidului Liberal. La 27 octombrie 2002 a fost ales în funcția de Președinte al noului partid. A contribuit la constituirea, în baza fuziunii Partidului Liberal, Alianței Social-Democrate și Alianței Independenților la 19 iulie 2003, a partidului Alianța „Moldova Noastră” (AMN), a cărui copreședinte a devenit.
A fost vicepreședinte al Blocului Electoral „Moldova Democrată”. În 2005 a fost ales prim-vicepreședinte al AMN. Din 2005 a fost deputat în Parlamentul Republicii Moldova, vicepreședinte al fracțiunii parlamentare a AMN, președinte al Comisiei parlamentare pentru administrarea publică, ecologie și dezvoltarea teritoriului. În 2008, a promovat în rezoluția Adunării Parlamentare a NATO amendamentul privind necesitatea retragerii de către Rusia a trupelor și armamentului său din Moldova. Odată cu constituirea noii legislaturi parlamentare, în 2009, Untilă și-a continuat mandatul de deputat.
În ianuarie 2010 aderă la Mișcarea Acțiunea Europeană, iar cu ocazia celui de-al III-lea Congres Extraordinar al MAE – este ales președintele formațiunii cu majoritate de voturi. Alături de Iurie Colesnic, a format grupul parlamentar al Mișcării Acțiunea Europeană.
În martie 2011, Congresul extraordinar al MAE decide autodizolvarea partidului și fuzionarea cu Partidul Liberal (PL). Ulterior, la 13 martie 2011, Consiliul Republican al PL a decis ca Veascelav Untilă să fie unul dintre vicepreședinții partidului.
La 26 septembrie 2012 Untilă a fost numit în funcția de director al Inspecției Ecologice de Stat a Moldovei, fiind demis la 5 iunie 2013. Din decembrie 2014 a fost iar deputat în Parlamentul Republicii Moldova, președinte al Comisiei securitate națională, apărare și ordine publică.
La 29 iulie 2016, Veaceslav Untilă a fost numit în funcția de președinte al Curții de Conturi a Republicii Moldova, pentru un mandat de 5 ani.

### Premii și distincții
A participat, în anul 1992, la acțiunile pentru apărarea independenței și integrității teritoriale a Republicii Moldova (conflictul din Transnistria). A fost decorat cu Vulturul de Aur. Este cavaler al Ordinului de Onoare. A fost distins cu Crucea pentru Merit (gradul II) și cu Medalia de argint a Academiei de Științe a Moldovei. În 2016 a fost decorat cu Ordinul Republicii.

## Volume publicate
- Regulamentul circulației rutiere, Editura Universul, Chișinău, 1995
- Crima organizată – contrasens, Editura Litera, Chișinău, 1999
- Crima organizată – stop, Editura Museum, Chișinău, 2000
- De ce ASC?, Editura Museum, Chișinău, 2000
- Traiectoria evoluției politice, Editura Litera, Chișinău, 2003
- Petele negre ale guvernării roșii, Editura Ulise, Chișinău, 2004
- Politica e un joc serios, Editura Ulise, Chișinău, 2006
- Petele negre ale guvernării roșii (volumul II), Editura Ulise, Chișinău, 2009
- Politică pentru Moldova, Editura Ulise, Chișinău, 2011
- Lecția de politică, Editura Pontos, Chișinău, 2016

## Viață personală
Cunoaște limbile rusă și franceză. Este căsătorit cu Alexandra Untilă și are doi copii.